# 崙子 (嘉義縣新港鄉)
崙子，原寫為崙仔，是臺灣嘉義縣新港鄉的一個傳統地域名稱，位於該鄉北部。相較於今日行政區，其範圍大致包括南崙村不含西部邊界地帶北段及中段游東村、北崙村、埤子村東北半葉的西北側凸出部分的西南大半部，以及因北港溪河道變遷而劃出縣界的雲林縣元長鄉崙仔村南端。

## 歷史
台灣日治初期，崙子地區為一（舊制）街庄，稱為「崙仔庄」，隸屬於打貓西堡。昔日該庄西及北隔北港溪分別與後溝仔庄、內藔庄為界，東北與柴林腳庄為鄰，東邊及東南邊北段與埤仔頭庄為鄰，東南邊南段及南邊東段為古民庄，南邊西段為後庄，西南邊一小段與板頭厝庄為界。
1901年（日治明治三十四年）11月，全台設置二十廳，該庄隸屬於嘉義廳。1903年（明治三十六年）6月，該庄編入「新港區」，隸屬於嘉義廳。1909年（明治四十二年）10月，合併二十廳為十二廳，新港區仍隸屬於嘉義廳。1920年（大正九年），廢十二廳改設五州二廳，該庄改制並雅化為「崙子」大字，隸屬於臺南州嘉義郡新巷庄（新制街庄）。
戰後新巷庄改制並改名為新港鄉，隸屬於臺南縣，大字亦改制為村。1950年雲、嘉、南分治，新港鄉改隸屬於嘉義縣。

## 聚落
本地區發展較早的聚落為崙仔，在日治期初期的官方地圖上已有記載。此外，本地區尚有溪底寮聚落。

## 交通
縣道145甲線是土庫至新港的道路，經過本地區崙子聚落。由該道路北行可前往元長鄉東部、土庫鎮，並止於土庫圓環，也就是鄉道雲100線終點路口暨鄉道雲173線起點路口；南行可前往新港市區北郊，並止於縣道157號路口。
鄉道嘉86線是崙仔至埤仔頭的道路。
嘉義縣公車7316線起點點為嘉義-崙子。

## 學校
- 復興國小